# Chòi mòi vỏ đỏ
Chòi mòi vỏ đỏ (danh pháp: Antidesma maclurei) là một loài thực vật có hoa trong họ Diệp hạ châu. Loài này được Merr. mô tả khoa học đầu tiên năm 1923.